# 荻野いづみ
荻野 いづみ（おぎの いづみ、1954年12月30日 - ）は、日本のファッションデザイナー。ファッションブランドANTEPRIMA（アンテプリマ）のクリエイティブ・ディレクターを務める。1998年からミラノコレクションに公式参加している。 
夫はフェニックス・ホールディングス会長の荻野正明。

## 経歴

### 幼少期
東京都出身。新宿の一等地に土地を保有する裕福な家庭の長女として誕生する。祖父は銀座で帯屋・帯吉（おびよし）を営んでいた。学生時代には同店にてアルバイトをし、日本の伝統美に触れながら自然にビジネスセンスを培った。中学から成城学園に進学する。

### 結婚と離婚
内部進学した成城大学文芸学部3年時、20歳で学生結婚。事業家である夫の仕事の都合で渡米（大学は1976年に中退）。夫の事業が急伸し、恵まれた専業主婦生活を送る。日本に戻り、24歳で長男を出産。社会と接点を持ちたいという思いから英文タイプ、英会話、料理、ヘアメイク、フラワーアレンジメント、ジュエリーデザインなどの習い事に精を出し、長男が通うインターナショナルスクールの幼稚園ではPTA副会長を務めていた。
しかしバブル期に仕事に邁進する夫との間に次第に距離が生まれ、「自分の意志で、人生の目的をしっかりと定めて生きよう」と自立を決意。30歳を前に離婚する。

### ファッションの世界へ
離婚後、会う人達に自分の決意を伝えていくうちに、ファッション好きで社交的な性格が功を奏し宝石や毛皮のセールスの仕事に携わる。この際に開いたパーティーで後に公私共にパートナーとなる荻野正明と知り合う。その後日本の友人よりPRADA（プラダ）の香港展開の声が掛かり、本格的にファッションビジネスの世界に飛び込むことになる。
ゴルフ仲間、香港でニットのOEM事業で成功していた荻野正明の3人で出資し、プラダの極東エリア代理店・IPIファーイーストを設立。責任者として、5歳の息子を連れて香港に移住。29歳だった。
しかし未経験だったため、当初ビジネスの段取りが皆目分からなかった。そのため現地のルイ・ヴィトン、フェラガモ、エトロなどのラグジュアリーブランド社長に直接連絡を取り、香港ビジネスについて初歩から教えを請うた。そしてペニンシュラホテルにプラダ1号店を出店。責任者として初年度から利益を出した。当時について、「主婦時代は何も見つからなかったのに、いざきちんと心を固めたらやるべきことが次々と目の前に現れた」と回想している。
その後着々とハワイ、台湾、シンガポール、そして日本への出店を進め、 日本にIPIジャパン（現プラダジャパンの前身）を設立。また知り合って5年となる荻野正明と再婚。お互いインターナショナルスクールに通う子を持ち、境遇が似ていた。

### ANTEPRIMA立ち上げ
急成長を続けるプラダをサポートした後、1992年、IPI社の新ブランドPITTI（ピッティ、ANTEPRIMAの前身）の責任者に抜擢される。その後、プラダ社がMIU MIU（ミュウ ミュウ）を立ち上げることになり、IPI社の株をプラダ社へ売却し独立。ANTEPRIMAを立ち上げる。自身がクリエイティブ・ディレクターを務め1993年、靴とバッグのブランドとしてスタート。デザインの経験はなかったが、プラダの仕事、幼少期の環境、主婦の頃の習い事が糧となった。
ブランド名はイタリア語で "ante prima＝デビュー前" を意味する。何事も未経験から始まった自身の経験から、女性がデビューするのに遅すぎる年齢は無いという思いが込められている。
1995年には拠点をミラノに移し、プレタポルテを開始。東京、香港と3拠点を飛び回る日々となる。年間飛行機搭乗回数は100を超える。1998年からミラノコレクションに参加。日本人女性として初めて公式日程参加したデザイナーである。またアイコンとなるWIREBAG（ワイヤーバッグ）を発表。
このブランド黎明期の頃、プライベートでは子育ての苦労の時だった。当時は互いにぶつかり合い、辛い時期を過ごすが、3歳まで100％の愛情を注ぎこんで育てた経験を支えに息子を信じ、乗り越えたという。息子はその後パリでコンピューターとアートを学び、現在デジタル・エージェンシーを経営している。
子育てと仕事について、「本当に大変。どちらかを断念しなければならないとしたら、仕事を断念していたでしょう。生きている中で子供を育てることほど面白いことは無いし、こんなに意味のあることはないんじゃないかと思います」と振り返っている。
以降、ANTEPRIMAの旗艦店オープン。手袋、傘、着物、帽子など10カテゴリーのライセンス展開を開始するなど着実に拡大。ライセンスは名義を貸すだけではなく、自身が直接監修している。
ブランド15周年にはハローキティとコラボレーションした。2013年には日伊交流400年を記念しローマの日本大使公邸でランウェイショーを行った。2016年、ファッションを通してイタリアの文化を国外に広めた功労者として、同国の文化人を表彰するTAOMODAのファッション部門を受賞し、古代円形劇場にてファッションショーを披露した。
60歳を過ぎた現在でも常に「どんな女性になりたいか」を考えてデザインする。「イメージすることが大切。人生は夢見た者勝ち、願った者勝ち。常にそう思いながら毎日を過ごしている」という。

## 人物
- 夫・荻野正明とはプラダの仕事以来二人三脚で歩んできたが、お互い忙しいため2ヵ月以上会わないこともある。そのため毎年8月のバカンスは夫婦2人で2～3週間過ごす。タイのホアヒンにあるチバソムというヘルスリゾートに滞在する。
- 女性観について、「自由で奔放に生きる女性よりも、家族や仕事に苦労し、何かに耐えながらがんばっている女性は深みがある。普通の暮らしの中にそんな素敵な女性がたくさんいる」と話している[5]。
- マイナスなエネルギーは使わないようにしている。人の悪口は言わない、ジェラシーを抱かない、気付かないうちに人を傷つけてしまわないように心掛けている[6]。
- 仕事や生活で意識しているのはコントラスト。デザインやマテリアルでもコントラストが重要で、エレガントな中に外しを入れたりと故意に不調和な要素を加えるようにしている。
- アートが好きで、2年に1回催されるヴェネチア・ビエンナーレには毎回1週間ほど滞在し、くまなくチェックする。
- おススメ飲食店ガイドを作るほどのグルメ。B級から高級店まで様々な飲食店を紹介している。シェフの友人も多い[7]。
- 趣味はゴルフとドライブ。特にゴルフは高校時代にクラブに所属しており、全日本ジュニア大会3位に入賞したことがあるほど。ゴルフをモチーフとしたワイヤーバッグも発表している[8]。
- 愛用の香水はジャン・パトゥの1000（ミル）。オスマンサスを中心に据えたこの香りが似合う女性になりたいと思い、20代から使用している[8]。
- 48歳の頃更年期になり即婦人科を受診し、ホルモン治療で回復。心身ともに元気になったことで美容に気を使うようになり、より社交的になった。この時期が一番モテたと話している[9]。

## アンテプリマ年譜
- 1993年（平成5年） - ANTEPRIMA Ltd.を香港に、ANTEPRIMA SRLをイタリアに設立。
- 1995年（平成7年） - 拠点をミラノへ移す。ミラノにデザインオフィス、プレスオフィス、ショールームを開設。プレタポルテスタート。ミラノ／パリにてコレクションのプレゼンテーションを開始した。ミラノ旗艦店をVIA DELLA SPIGAにオープン。
- 1998年（平成10年） - ミラノコレクションにてランウエイデビュー。以降日本人女性が手掛けるブランドとしては唯一の公式参加を続けている。同年、アンテプリマの象徴ともなったWIREBAG（ワイヤーバッグ）が発表された。
- 2000年（平成12年） - ミラノ旗艦店をファッションのメッカ・コルソコモ地区の一等地CORSO COMO 9に移転。インテリアはRODOLFO DORDONIがデザインした。
- 2003年（平成16年） - ANTEPRIMA/PLASTIQ（現在のANTEPRIMA/WIREBAG）が誕生。
- 2009年（平成21年） - ブランド15周年でハローキティとコラボレーション。新業態ANTEPRIMA/MISTO第一号店を横浜ルミネにオープン。
- 2010年（平成22年） - NTTドコモとコラボレーションした初の携帯電話「F-02C ANTEPRIMA GOLD」（富士通製）を発売。
- 2012年（平成24年） - 東日本大震災のチャリティーを目的として、写真家Leslie Kee（レスリー・キー）とコラボレーションし、世界10カ国の女性達15名を撮影したアート写真集『COLORS OF HOPE』を発売。NTTドコモとコラボレーションした初のスマートフォン「F-09D ANTEPRIMA」（富士通製）を発売。
- 2013年（平成25年） - 日本とイタリアの交流400年を記念し、イタリア・ローマの駐イタリア日本国大使公邸で開催された「ジャパン・アフター・ダーク」に参加。ランウエイショーを披露。
- 2016年（平成28年） - 銀座みゆき通りに初となるレストラン併設の旗艦店ANTEPRIMA銀座店/ANTEPRIMA Casa Cucinaをオープン。内装デザインは小坂竜が手掛けた。現在、世界に80店舗以上を構える。

## 受賞
- 2016年（平成28年） - イタリアの文化人を表彰するTAOMODAのファッション部門を授賞。